# 트랜짓 몰

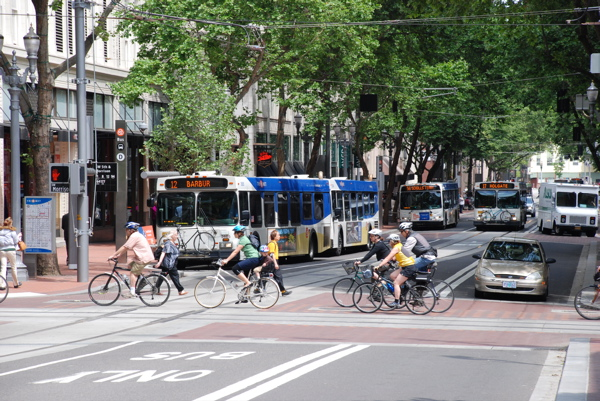
오리건 주 포틀랜드의 트랜짓 몰.

트랜짓 몰(Transit mall), 또는 대중교통전용지구는 자동차 통행이 금지되거나 크게 제한되는 도시 또는 마을의 거리이다. 일반적으로 대중교통, 자전거, 보행자, 긴급자동차 중 전부 또는 일부만 통행이 허용된다. 

## 개요
트랜짓 몰은 자동차에 지배되지 않는 지역이 되는 것을 바람직하다고 여기는 지역 사회에 의해 조성되거나, 대중교통이 어떤 지역(주로 도심지역)을 빠르게 운행할 수 있도록 하는 방법이자 다른 교통수단과의 환승 및 연결을 위한 교통허브를 구축하는 방법으로써 조성된다. 이를 통해, 대중교통을 더 효율화시켜 자가용 이용보다 더 매력적인 대안이 되도록 한다. 거리나 구역을 트랜짓 몰로 전환하는 것은 보행자 전용화의 유형이 될 수도 있는데, 자가용을 완전히 금지할 경우, 보행자와 자전거, 대중교통이 자가용 교통에 방해받지 않고 더 자유롭게 움직일 수 있다는 점에서 그렇다. 그러나 일부 트랜짓 몰은 자동차 통행 금지가 아니라 자동차 및 기타 자가용 교통을 짧은 구간에서만 제한하거나, 자동차는 한 차선으로만 제한하고 다른 차선은 버스나 트램 전용으로 하는 경우도 있다.
트랜짓 몰은 버스전용도로와도 다른데, 버스전용도로는 버스의 고속 운행 또는 수송용량 강화를 위한 도로이다.

## 유럽
몇몇 유럽의 마을과 도시는 지역 일부 또는 전부를 대중 교통 차량만이 통행할 수 있는 자동차 금지 지역으로 만들었다. 이는 종종 지역 외곽의 주차장 설치가 동반되거나, 또는 주차장을 설치하고 파크 앤드 라이드(주차 후 환승) 방식이 동반된다. 이러한 지역의 대부분은 해당 지역의 소상공인과 사업체를 위해 배달 트럭이 이른 아침에 운행되는 것을 허용하고, 거리청소차량은 일반적으로 대부분의 상점이 밤에 문을 닫은 후에 거리를 지나간다.

### 사례
- 스웨덴, 예테보리
- 스코틀랜드 에든버러, 프린스 스트리트
- 잉글랜드 옥스퍼드, 퀸스트리트

## 같이 보기
- 산책로